# Purísima de Covarrubias
Purísima de Covarrubias es una localidad del estado mexicano de Guanajuato. Es parte del municipio de Irapuato.

## Demografía
| Gráfica de evolución demográfica |
|                                  |

| Censo | Población |
| ----- | --------- |
| 1970  | 1 692     |
| 1980  | 546       |
| 1990  | 869       |
| 2000  | 1 086     |
| 2010  | 1 202     |
| 2020  | 1 382     |